# John Bunyan
John Bunyan (ur. 28 listopada 1628 w Harrowden, zm. 31 sierpnia 1688) – angielski pisarz chrześcijański i kaznodzieja protestancki.  
Jest autorem Wędrówki pielgrzyma – jednej z najsłynniejszych i najpoczytniejszych książek chrześcijańskich. Wszystkie swoje książki napisał w ciągu dwunastoletniego pobytu w więzieniu, do którego został wtrącony w 1660 za niepodporządkowanie się zakazowi prowadzenia zgromadzeń religijnych niezatwierdzonych przez władze. W 1672 został zwolniony i od razu powierzono mu urząd pastora. W Kościele Anglii jest wspominany 30 sierpnia.

## Książki
- A Discourse Upon the Pharisee and the Publican, ISBN 978-1-84685-778-2
- A Few Sighs from Hell, or the Groans of a Damned Soul, ISBN 978-1-84685-727-0
- Christ a Complete Saviour (The Intercession of Christ And Who Are Privileged in It), ISBN 978-1-84685-670-9
- Come and Welcome to Jesus Christ, ISBN 978-1-84685-774-4
- Grace abounding to the Chief of Sinners, ISBN 978-1-84685-777-5
- No Way to Heaven But By Jesus Christ, ISBN 978-1-84685-780-5
- Of Antichrist and His Ruin, ISBN 978-1-84685-729-4
- Modlitwa z Duchem i także ze zrozumieniem, ISBN 978-1-84685-638-9
- Saved by Grace, ISBN 978-1-84685-779-9
- Seasonal Counsel or Suffering Saints in the Furnace - Advice to Persecuted Christians in Their Trials & Tribulations, ISBN 978-1-84685-733-1
- The Doom and Downfall of the Fruitless Professor (Or The Barren Fig Tree), ISBN 978-1-84685-732-4
- The End of the World, The Resurrection of the Dead and Eternal Judgment, ISBN 978-1-84685-736-2
- The Fear of God - What it is, and what is it is not, ISBN 978-1-84685-775-1
- The Greatness of the Soul and Unspeakableness of its Loss Thereof, ISBN 978-1-84685-734-8
- The Heavenly Footman, ISBN 978-1-84685-728-7
- The Holy City or the New Jerusalem, ISBN 978-1-84685-776-8
- Dzieje ludzkiej duszy (The Holy War – The Losing and Taking Again of the Town of Man-soul; Święta Wojna Wypowiedziana przez Shaddai Diabolusowi, dla Odzyskania Świata), ISBN 978-1-84685-783-6
- Żywot i śmierć pana Złośnika
- Wędrówka pielgrzyma
- The Saint's Knowledge of Christ’s Love, or The Unsearchable Riches of Christ, ISBN 978-1-84685-669-3
- The Strait Gate, Great Difficulty of Going to Heaven, ISBN 978-1-84685-671-6
- The Water of Life or The Richness and Glory of the Gospel, ISBN 978-1-84685-731-7
- The Work of Jesus Christ as an Advocate, ISBN 978-1-84685-730-0
- Walking so as to Please God, ISBN 978-1-84685-724-9